# Rüstəm Əliyev
Rüstəm Əli oğlu Əliyev (ur. 2 września 1989) – azerski zapaśnik walczący w stylu klasycznym. Pierwszy w Pucharze Świata w 2015; szósty w 2016 i ósmy w 2011. Trzeci na ME kadetów w 2005 roku.